# Sommerhausen
Sommerhausen – gmina targowa w Niemczech, w kraju związkowym Bawaria, w rejencji Dolna Frankonia, w regionie Würzburg, w powiecie Würzburg, wchodzi w skład wspólnoty administracyjnej Eibelstadt. Leży około 12 km na południowy wschód od Würzburga, nad Menem, przy drodze B13 i linii kolejowej Monachium - Ingolstadt - Würzburg.

## Polityka
Wójtem jest Fritz Steinmann (SPD). Rada gminy składa się z 13 członków:
|      | CSU | SPD | Wolna Grupa Wyborcza | Lista Młodych | Razem     |
| 2002 | 4   | 4   | 4                    | 1             | 13 miejsc |

## Osoby urodzone w Sommerhausen
- Franz Daniel Pastorius – prawnik
- Eberhard Seidel – dziennikarz, publicysta
- Eleonore Wolf – polityk